# De Dion-Bouton Type DZ
Der De Dion-Bouton Type DZ ist ein Pkw-Modell aus den 1910er Jahren. Hersteller war De Dion-Bouton aus Frankreich.

## Beschreibung
Die Zulassung durch die nationale Zulassungsbehörde erfolgte am 30. November 1912. Vorgänger war der Type DK. Das Modell stellte eine Variante des De Dion-Bouton Type EA mit anderer Hinterachse dar.
Der Vierzylindermotor hat 80 mm Bohrung, 140 mm Hub und 2815 cm³ Hubraum. Er war damals in Frankreich mit 14 Cheval fiscal (Steuer-PS) eingestuft. Bei 1500 Umdrehungen in der Minute leistet er 19,1 bhp. Die Höchstleistung des Motors ist nicht bekannt. Er ist vorne im Fahrgestell montiert und treibt über ein Vierganggetriebe und eine Kardanwelle die Hinterräder an. Der Wasserkühler ist direkt vor dem Motor hinter einem deutlich sichtbaren Kühlergrill.
Die Basis bildet ein Pressstahlrahmen. Der Radstand beträgt 3315 mm und die Spurweite 1400 mm. Die Fahrzeuglänge betrug 4550 mm.
Bekannt sind Aufbauten als Landaulet.
Das Modell wurde bis 1913 produziert. Nachfolger wurde der Type EN, der am 8. August 1913 seine Zulassung erhielt.